# 議案
議案又稱動議，是指議會中由個人或集體議員提出，並付諸表決之提議。議案與法案之運用程序一樣，不同的是動議對行政機關不一定有約束力。
正規議案分為動議、和議、討論、表決四部曲。

## 参見
- 不信任動議